# Zaandam (Schiff, 2000)
Die Zaandam ist ein Kreuzfahrtschiff der Holland America Lijn. Sie wurde im Mai 2000 als drittes der aus insgesamt vier Schwesterschiffen bestehenden R-Klasse in Dienst gestellt.

## Geschichte

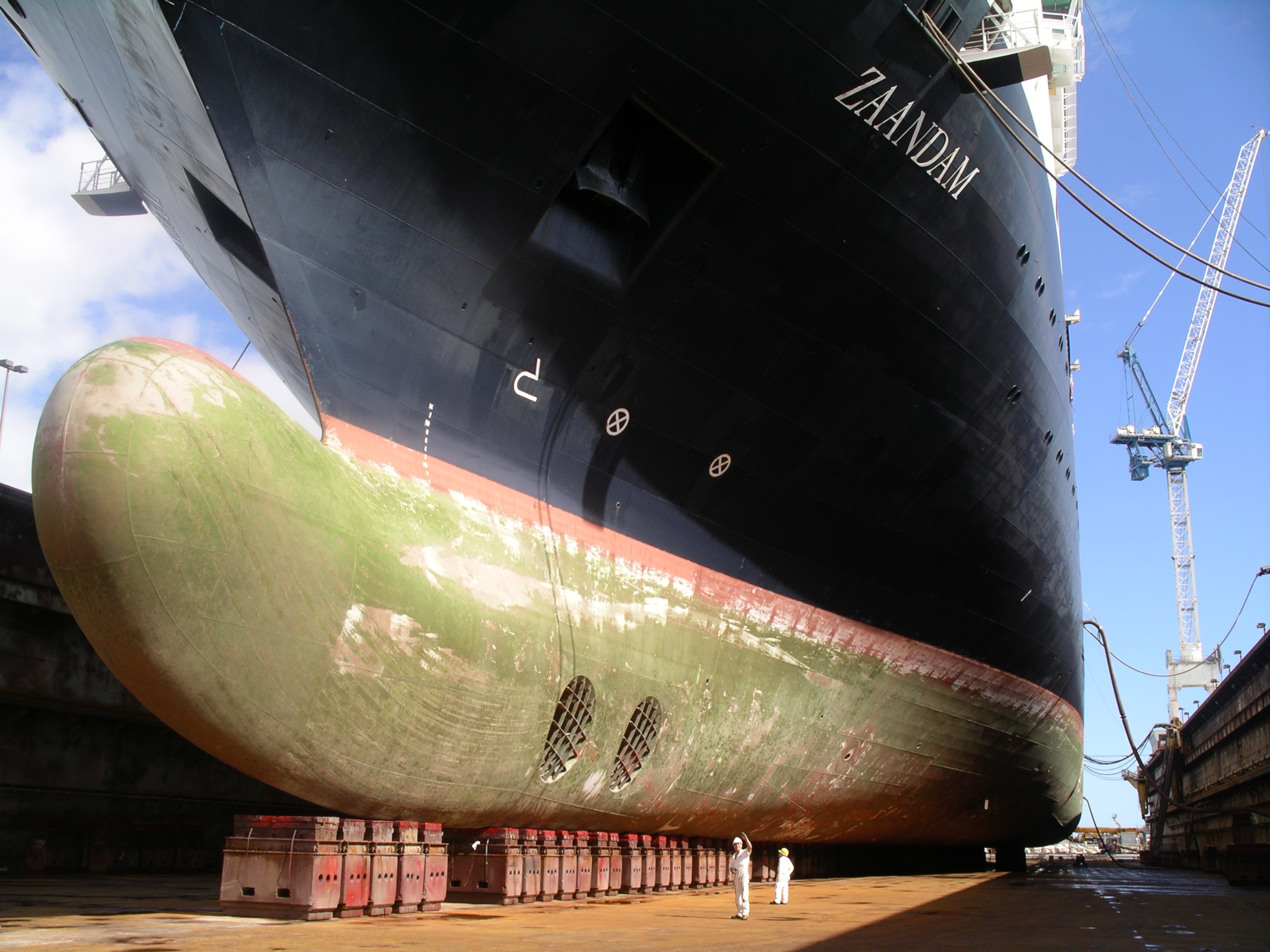
Die Zaandam im Trockendock

Die Zaandam wurde als eines von vier Schwesterschiffen der R-Klasse in Auftrag gegeben und bei Fincantieri in Triest gebaut. Im April 2000 wurde das für eine Gesamtzahl von über 1400 Passagiere ausgelegte Schiff an die Holland America Lijn abgeliefert. Im Mai 2000 wurde es von Mary-Kate und Ashley Olsen getauft und in Dienst gestellt.
Motorisiert ist das Dieselelektroschiff mit fünf Wärtsilä-12-Zylinder-Dieselgeneratoren. Diese erzeugen insgesamt 43 MW (ca. 63.000 PS); davon werden 35.000 PS für den eigentlichen Antrieb benötigt, der durch zwei Elektromotoren und zwei Schrauben erfolgt.
An Bord der Zaandam befindet sich eine große Sammlung von Musikinstrumenten. Neben einer niederländischen Orgel können mehrere signierte Gitarren der Rolling Stones, Carlos Santana und Queen besichtigt werden. Im hinteren Treppenhaus des Schiffes wird außerdem ein von Bill Clinton signiertes Saxophon ausgestellt.
Die Zaandam wird in den Sommermonaten für Kreuzfahrten nach Alaska eingesetzt, in den kühleren Monaten nach Mexiko und Hawaii. Von Dezember bis Februar wird das Schiff außerdem für Kreuzfahrten in die Antarktik und nach Südamerika eingesetzt.

### Coronavirus 2020
Im Zuge der COVID-19-Pandemie erkrankten mehrere Passagiere und weitere hatten grippeähnliche Symptome. Das Schiff hatte am 5. März in Buenos Aires abgelegt, bis zum 28. März waren vier ältere der 1243 Passagiere an Bord verstorben. 85 der 586 Besatzungsmitglieder waren am 28. März 2020 in ihren Kabinen unter Quarantäne gestellt, weil sie Symptome hatten. 11 Staaten in Süd- und Mittelamerika hatten dem Schiff zuvor das Einlaufen in ihre Häfen verboten. 
Panama verweigerte zunächst die Durchfahrt durch den Panamakanal, durch den die Zaandam in die Karibik und dann nach Fort Lauderdale in Florida fahren sollte. Ende März 2020 wurde damit begonnen, gesunde Passagiere auf die Rotterdam zu transferieren. Menschen mit COVID-19-Symptomen blieben dagegen an Bord der Zaandam. Beide Schiffe liefen anschließend Fort Lauderdale an, wo sie am 2. April eintrafen. Zuerst wurden schwer kranke Personen durch medizinisches Personal von Bord gebracht, anschließend erfolgte die Ausschiffung der übrigen Passagiere. An Bord verblieben zunächst 25 Passagiere mit leichten Symptomen, die keine stationäre Behandlung benötigten, sowie die Besatzung des Schiffes.

## Schwesterschiffe
Die Zaandam gehört zu der aus vier Schiffen bestehenden R-Klasse, welche jedoch nicht baugleich sind. Die Volendam und die Zaandam sind baugleich, wohingegen die inzwischen von Fred. Olsen Cruise Lines eingesetzten baugleichen Schiffe Bolette und die Borealis abweichende Decksgrundrisse haben und zudem zwei parallel stehende Schornsteine anstelle von einem Schornstein haben.